# Metrocable (Caracas)
Metrocable Caracas ist ein in das Netz der Metro Caracas integriertes System von Seilbahnen, um die Bewohner der in den bergigen Gegenden gelegenen Stadtviertel von Caracas schnell und sicher in das Stadtzentrum und wieder zurück zu befördern. Zwei Gondelbahnen und eine Standseilbahn fungieren als Zubringer zur Metro.

## Geschichte
Nach dem Vorschlag von Stadtplanern begann die Stadtverwaltung von Caracas, ein Netz von Seilbahnen aufzubauen, das als Nahverkehrssystem in die ärmsten Gegenden der Hauptstadt reichen soll, ähnlich der zum U-Bahn-Netz in Medellín (Kolumbien) gehörenden Seilbahnen, und legte dazu den Grundstein am 29. November 2006.
Am 20. April 2007 begannen die Bauarbeiten der ersten Linie, die vom Bezirk San Agustín zur Station Parque Central verläuft und dort an das U-Bahn-Netz anknüpft. Verantwortlich für den Bau war das Ministerium für Infrastruktur, die österreichische Firma Doppelmayr und das schon länger in Venezuela tätige brasilianische Unternehmen Odebrecht.
Im Dezember 2009 trat MetroCable Caracas in die Testphase, und am 20. Januar 2010 fand schließlich die offizielle Einweihung statt.
Knapp drei Jahre danach war die Seilbahn Palo Verde – Mariche fertiggestellt, die am 10. Dezember 2012 eröffnet wurde. Ihre Talstation liegt einige Meter oberhalb der U-Bahn-Station Palo Verde, ihre Bergstation in dem fast 5 km entfernten Industrievorort Mariche. Es handelt sich ebenfalls um eine Gondelbahn, die jedoch die Entfernung ohne Zwischenstationen in einer langen Sektion überwindet.
Seit 2013 ist auch der erste Abschnitt des Cabletren Bolivariano in Betrieb, der als Standseilbahn von der U-Bahn-Station Petare entlang der Autobahn A-01 nach Norden fährt und die zukünftige U-Bahn-Station Warairarepano erreichen soll. Es handelt sich um einen Cable Liner von Doppelmayr. Er bedient bisher die Stationen 19 de Abril und 5 de Julio, die ihren Namen von den oberhalb der Strecke liegenden Barrios ableiten. Ein weiterer Ausbau mit einer Strecke von einem Kilometer wurde durch die Zahlungsprobleme Venezuelas Anfang 2017 verzögert, da auch der Hersteller Doppelmayr nur noch gegen Vorkasse liefern wollte. Für den Unterhalt der bestehenden Linien war eine Tochterfirma in Venezuela gegründet worden.

## Linien und Stationen
Die Stationen der Seilbahnlinien sind:
| Station        | Koordinate                       | Länge in m |
| -------------- | -------------------------------- | ---------- |
| Parque Central | 10° 29′ 50,3″ N, 66° 54′ 6,3″ W  |            |
| Hornos de Cal  | 10° 29′ 29,6″ N, 66° 54′ 7,3″ W  | 0634       |
| La Ceiba       | 10° 29′ 26,3″ N, 66° 54′ 21,3″ W | 0437       |
| El Manguito    | 10° 29′ 27,7″ N, 66° 54′ 33,2″ W | 0364       |
| San Agustin    | 10° 29′ 39″ N, 66° 54′ 35,4″ W   | 0355       |
| Gesamte Länge  |                                  | 1790       |

| Station    | Koordinate                   | Länge in m |
| ---------- | ---------------------------- | ---------- |
| Palo Verde | 10° 28′ 41″ N, 66° 47′ 54″ W |            |
| Mariche    | 10° 27′ 24″ N, 66° 45′ 38″ W | 4750       |

| Station     | Koordinate                   | Länge in m |
| ----------- | ---------------------------- | ---------- |
| Petare      | 10° 28′ 44″ N, 66° 48′ 23″ W |            |
| 19 de abril | 10° 28′ 57″ N, 66° 48′ 14″ W |            |
| 5 de julio  | 10° 29′ 9″ N, 66° 48′ 12″ W  | 2100       |

Es gab Studien zu einer Seilbahn-Linie in El Valle, die aus zwei Abschnitten bestehen soll, einem zur Station El Valle und einen zur Station La Bandera.
Auch war geplant, beim Bau der U-Bahn-Linie Guarenas-Guatire eine weitere Seilbahnlinie zu errichten, welche die Station Caucagüita mit dem Industriegebiet Mariche verbinden soll, das südöstlich der Gemeinde Sucre gelegen ist.

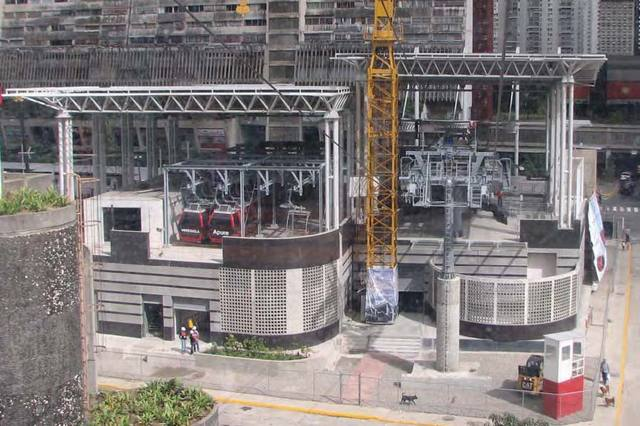
Station „Parque Central“

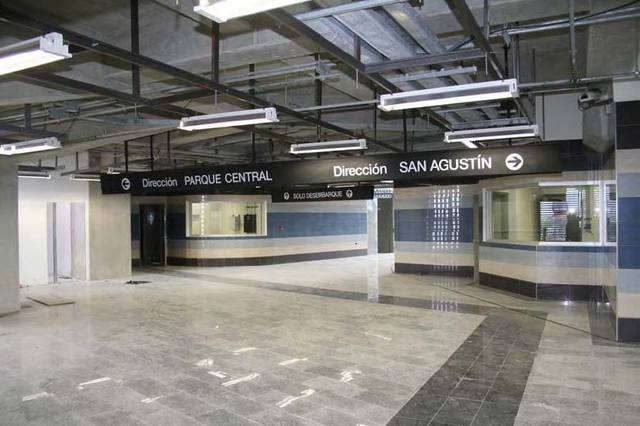
Innenansicht der Station „Hornos de Cal“

## Einheiten
Die Kabinen wurden von der Firma CWA hergestellt und haben Platz für 8 Personen. Sie sind aus Aluminium gebaut und arbeiten mit einem elektrischen Bordnetz. Jede Kabine hat Innenbeleuchtung und ein Kommunikationssystem. Die Gondeln fahren im Takt von 27 Sekunden, was die Beförderung von 15.000 bis 20.000 Menschen pro Tag ermöglicht.